# Sullivan Stapleton
Sullivan Stapleton (Melbourne, 14 juni 1977) is een Australische acteur die vooral bekend is van zijn rollen in de SKY (BSkyB)/Cinemax/HBO tv-serie Strike Back en Animal Kingdom, dat in 2010 op het Sundance Film Festival een juryprijs won in de categorie Drama.
Stapleton speelde de hoofdrol, Griekse leider Themistocles, in de film 300: Rise of an Empire (2014). 

## Biografie en carrière
Stapleton werd geboren in Melbourne, Victoria. Hij was acht jaar oud toen hij en zijn jongere zus, actrice Jacinta Stapleton (6 jaar oud op dat moment), aangemeld werden bij een acteer- en modellenbureau. Het idee kwam van hun tante, die haar eigen kinderen had ingeschreven bij hetzelfde bureau. Zij vroeg haar neefje en nichtjes of ze ook ingeschreven wilden worden en hun moeder schreef hen in. 
Zijn foto trok de aandacht van een regisseur die hem vervolgens uitgenodigde om in zijn korte film te spelen. Blij met zijn prestaties, kwalificeerde de regisseur hem als begaafd en moedigde hem aan verder te gaan met acteren.
Stapleton deed een opleiding bij het Melbourne St. Martin's Theater. Hij studeerde drama en theater op het Sandringham Secondary College (in Sandringham, Victoria, Australië). Hij begon zijn carrière in Australië. Hij kreeg zijn acteurs 'vakbond-kaart' op 9 jaar oud (in 1986) en op zijn 11de begon hij te werken in advertenties. Zijn eerste acteerprestatie op scherm was in de 1994 verschenen Australische tv-film Baby Bad Massacre (als Adrian).
Tussen het acteren door, deed Stapleton verschillende soorten werk: modellenwerk, schoonmaken van kooien in een dierenwinkel, werken als een grip (het verzorgen van camera-apparatuur) in een groot aantal films en tv-producties (The Elephant Princess, Rush, Tangle) voor en achter de camera, werken op bouwplaatsen, en het assisteren van timmerlieden.
Voor de rol als Josh Hughes in Australië de serie Neighbours in 1998, verscheen hij in een reeks van weinig geziene functies en drama. Andere opmerkelijke rollen zijn onder andere Justin Davies in de Australische tv-serie The Secret Life Of Us (tussen 2003 en 2005), Fearless in de film December Boys (uitgebracht in 2007), speciaal agent Wilkins in een reguliere functie, The Condemned (een Amerikaanse actiefilm uit 2007). Maar pas met zijn prestaties in de Academy Award genomineerde film Animal Kingdom, die op het Sundance Film Festival 2010 in première ging, maakte Stapleton een internationale doorbraak.
Toen Animal Kingdom de Grand Jury Prize won op het Sundance Film Festival, werd interesse voor hem aangewakkerd op twee continenten en zijn carrière bracht hem over de hele wereld. Hij maakte zijn tweede optreden in de Underbelly, een Australische true-crime-dramaserie. Deze keer was hij de hoofdpersoon, Colin McLaren in Underbelly Files: Infiltratie, een duurtest en de eerste uitdagende shoot van zijn carrière. Eerder speelde hij Pat Barbaro in Underbelly (tv-serie, aflevering: Suffer the Children) in 2008.
In het begin van 2014, was Stapleton in Thailand voor de opnames van de tv-serie Strike Back. In februari op een avondje uit in Bangkok na het werk, viel hij uit een tuktuk en liep een hoofdwond op. Opnames voor de serie werden gepauzeerd voor zes maanden om zo zijn volledig herstel mogelijk te maken. Uitzending van het laatste seizoen werd ook verplaatst naar 2015.
Tegenwoordig speelt Stapleton in, de in 2015 uitgebrachte serie, Blindspot als Special Agent Kurt Weller.

### Relaties
Stapleton had een twee en een half jaar een relatie met de Australische actrice Carla Bonner. Ze gingen uit elkaar in 2007. Hij ontmoette voor het eerst de Australische tv-persoonlijkheid Jo Beth Taylor in Melbourne in 2004. Ze vond hem op Facebook en de twee kregen weer contact in 2010. Hun eerste optreden samen als een paar was in het Kodak Inside Film Awards Rode loper (14 november 2010) bij Sydney City Recital Hall, Angel Place. De relatie eindigde een paar maanden voor september 2011.

## Filmografie
| Jaar | Titel                          | Rol                    |
| ---- | ------------------------------ | ---------------------- |
| 1994 | Baby Bath Massacre             | Adrian                 |
| 1996 | River Street                   | Chris                  |
| 1997 | Amy                            | Wayne Lassiter         |
| 1999 | Witch Hunt                     | Craig Thomas           |
| 2000 | City Loop                      | Dom                    |
| 2000 | Green Sails                    | Infante                |
| 2001 | My Brother Jack                | Young Joe              |
| 2003 | Darkness Falls                 | Officier Matt Henry    |
| 2003 | Everything Goes                | Jack                   |
| 2005 | Little Oberon                  | Martin                 |
| 2007 | The Condemned                  | Speciaal agent Wilkins |
| 2007 | December Boys                  | Fearless               |
| 2007 | The Bloody Sweet Hit           | Carl                   |
| 2010 | The Odds                       | Wade                   |
| 2010 | Animal Kingdom                 | Craig Cody             |
| 2010 | Centre Place                   | James Ballintyne       |
| 2011 | Underbelly Files: Infiltration | Colin McLaren          |
| 2011 | The Hunter                     | Doug                   |
| 2013 | Gangster Squad                 | Jack Whalen            |
| 2014 | 300: Rise of an Empire         | Themistokles           |
| 2014 | Cut Snake                      | Pommie                 |

| Jaar           | Titel                       | Rol                                    |
| -------------- | --------------------------- | -------------------------------------- |
| 1997           | Good Guys Bad Guys          | Paul Morello                           |
| 1998           | Raw FM                      | Bucky                                  |
| 1998           | Neighbours                  | Josh Hughes                            |
| 1998           | The Genie from Down Under 2 | Surfer #2                              |
| 1998           | Halifax f.p.                | Hamish                                 |
| 1997-1998      | State Coroner               | 'Bullbar' Benson/Darren Pyke           |
| 1999           | Pigs Breakfast              |                                        |
| 1999           | Stingers                    | Matt Wilmott                           |
| 2000           | Something in the Air        | Wayne Taylor                           |
| 2002           | MDA                         | Ben Quilty                             |
| 1996/1998/2003 | Blue Heelers                | Gething Fox/ Anthony Hood/ Ian Shannon |
| 2003-2005      | The Secret Life of Us       | Justin Davies                          |
| 2006           | McLeod's Daughters          | Drew Cornwell                          |
| 2008           | Underbelly                  | Pat Barbaro                            |
| 2008           | Canal Road                  | Jack Logan                             |
| 2008           | Rush                        | Yuri                                   |
| 2007-2009      | Satisfaction                | Josh                                   |
| 2009           | Carla Cametti PD            | Matt Brodie                            |
| 2009           | Sea Patrol                  | Geoff Kershaw                          |
| 2011-2015      | Strike Back                 | Sgt. Damien Scott                      |
| 2015-2020      | Blindspot                   | Special Agent Kurt Weller              |

### Prijzen en nominaties
- 2010 — Genomineerd Australian Film Institute Beste Mannelijke Bijrol[1]
- 2013 — Australians in Film Breakthrough Award[2]